# فاتيج
فاتيج (بالروسية: Фатеж) هي إحدى مدن روسيا في الكيان الفدرالي الروسي كورسك أوبلاست.